# Arcturus seminudus
Arcturus seminudus är en kräftdjursart som beskrevs av Gurjanova 1933. Arcturus seminudus ingår i släktet Arcturus och familjen Arcturidae. Inga underarter finns listade i Catalogue of Life.